# Dècada del 1290

## Esdeveniments
- Neix la Confederació Helvètica (Suïssa)
- Auge d'Egipte com a potència comercial
- Independència de Mònaco amb la dinastia Grimaldi
- La Xina assoleix els 59 milions d'habitants
- Època d'or de la miniatura persa
- L'Imperi Mongol conquereix terres europees

## Personatges destacats
- Marco Polo
- Roger Bacon
- Giotto di Bondone